# Thrice

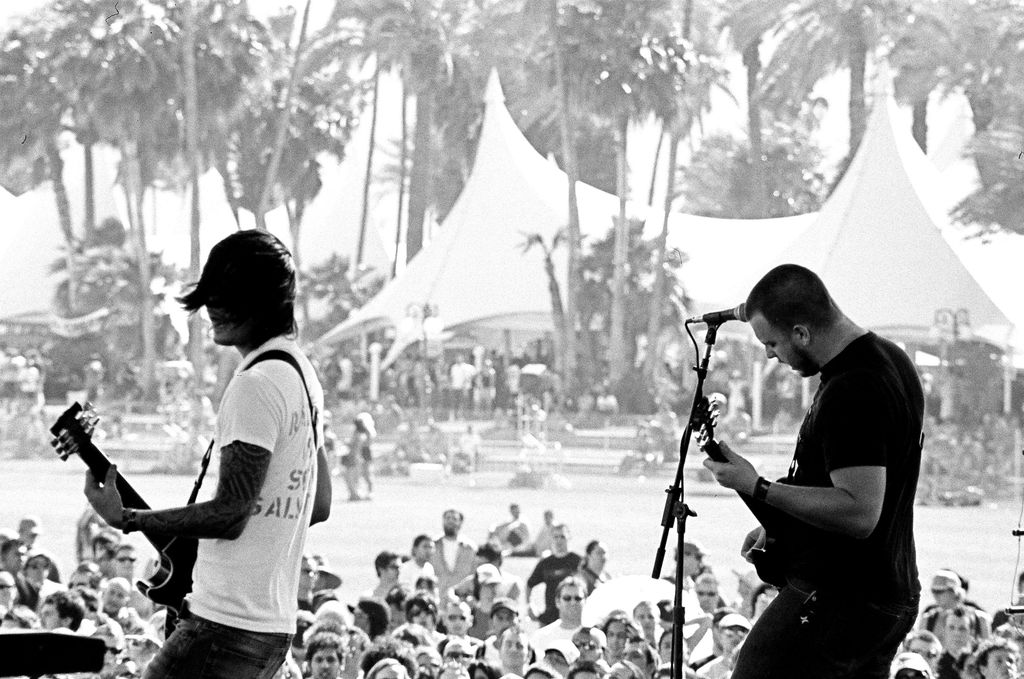
Thrice (2005)

Thrice – zespół muzyczny grający post-hardcorową i eksperymentalną, alternatywną muzykę. Thrice założony został w miejscowości Irvine w stanie Kalifornia w 1998 roku przez wokalistę/gitarzystę Dustin Kensrue i gitarzystę Teppei Teranishi.

## Członkowie
- Dustin Kensrue (wokal/gitara)
- Teppei Teranishi (gitara/klawisze/wokal)
- Eddie Breckenridge (bas/wokal)
- Riley Breckenridge (bębny/perkusja)

## Dyskografia

### Albumy/EPki
| Data wydania             | Tytuł                             | Wydawca                                                                              |
| 1999                     | First Impressions EP              | Triforce Records                                                                     |
| 6 marca, 2001            | Identity Crisis                   | Greenflag Records (2001 release) Sub City Records Hopeless Records (2003 Re-release) |
| 5 lutego, 2002 r.        | The Illusion of Safety            | Sub City Records Hopeless Records                                                    |
| 22 lipca, 2003 r.        | The Artist in the Ambulance       | Island Records                                                                       |
| 19 października, 2005 r. | Vheissu                           | Island Records                                                                       |
| 4 kwietnia, 2006 r.      | Red Sky EP                        | Island Records                                                                       |
| 16 października, 2007 r. | Alchemy Index vol. 1&2 Fire/Water | Vagrant Records                                                                      |
| 15 kwietnia, 2008 r.     | Alchemy Index vol. 3&4 Air/Earth  | Vagrant Records                                                                      |
| 11 sierpnia, 2009 r.     | Beggars                           | Vagrant Records                                                                      |
| 6 września, 2011 r.      | Major/Minor                       | Vagrant Records                                                                      |
| 30 października, 2012 r. | Anthology                         | Staple Records / Workhorse Music Group                                               |
| 27 maja, 2016 r.         | To Be Everywhere Is To Be Nowhere | Vagrant Records                                                                      |

### Wydania DVD
| Data wydania      | Tytuł                       | Wydawca        |  |
| 29 marca, 2005 r. | If We Could Only See Us Now | Island Records |  |

### Single
| Rok  | Tytuł                    | Pozycja w notowaniu | Pozycja w notowaniu | Pozycja w notowaniu | Album                       |
| Rok  | Tytuł                    | US Hot 100          | US Modern Rock      | US Mainstream Rock  | Album                       |
| ---- | ------------------------ | ------------------- | ------------------- | ------------------- | --------------------------- |
| 2002 | "Betrayal is a Symptom"  |                     |                     |                     | Illusion of Safety          |
| 2003 | "All That's Left"        |                     | #24                 | #36                 | The Artist in the Ambulance |
| 2004 | "Stare at the Sun"       |                     | #39                 |                     | The Artist in the Ambulance |
| 2006 | "Image of the Invisible" |                     |                     | #24                 | Vheissu                     |
| 2006 | "Red Sky"                |                     |                     | #24                 | Vheissu                     |
| 2007 | "Digital Sea"            |                     |                     |                     | The Alchemy Index vol 1&2   |
| 2008 | "Come All You Weary"     |                     |                     |                     | The Alchemy Index vol 3&4   |
| 2009 | "In Exile"               |                     |                     | Beggars             |                             |

### Wideoklipy
- "Betrayal Is a Symptom" (2002) z The Illusion of Safety
- "Deadbolt" (2002) z The Illusion of Safety
- "All That's Left" (2003) z The Artist in the Ambulance
- "Stare at the Sun" (2004) z The Artist in the Ambulance
- "Image of the Invisible" (2005) z Vheissu
- "Red Sky" (2006) z Vheissu